# Ophiomitrella suspectus
Ophiomitrella suspectus är en ormstjärneart som först beskrevs av Jean Baptiste François René Koehler 1922.  Ophiomitrella suspectus ingår i släktet Ophiomitrella och familjen knotterormstjärnor. Inga underarter finns listade i Catalogue of Life.